# 大塚テクノ
大塚テクノ株式会社（おおつかテクノ）は、徳島県鳴門市瀬戸町明神に本社を置く企業。成型技術を用いて医療製品や精密製品の製造を行う。

## 沿革
- 1985年（昭和60年）12月2日 - 設立[1]。
- 1996年（平成08年）11月1日 - 東京都千代田区に開発部東京事務所を開設。
- 1997年（平成08年）10月1日 - 大阪府大阪市に大阪営業所を開設。
- 1998年（平成09年）6月30日	- 徳島県那賀郡那賀町（旧鷲敷町）に鷲敷1号倉庫を竣工。
- 2000年（平成11年）5月31日	- 鷲敷工場敷地内に技術開発棟を竣工。

## 事業所
- 本社 - 徳島県鳴門市瀬戸町明神字板屋島120-1
- 鳴門工場 - 徳島県鳴門市瀬戸町明神字板屋島120-1
- 鷲敷工場 - 徳島県那賀郡那賀町小仁宇字大坪330
- 東京事務所 - 東京都千代田区内神田1丁目14番6号 福利久ビル5階